# 横山又次郎

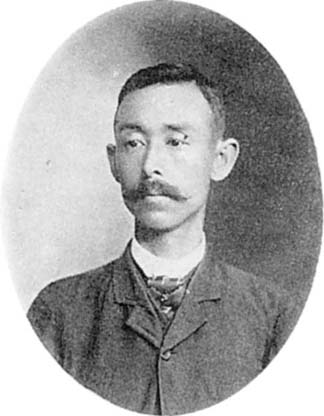
横山又次郎

横山 又次郎（よこやま またじろう、万延元年4月25日（1860年6月14日） - 昭和17年（1942年）1月20日）は、日本の古生物学者。「dinosaur」を恐竜（恐龍）と和訳し、最初に日本で恐竜を紹介した人物でもある。

## 経歴
長崎県出身。オランダ通詞（通訳）横山家の分家、7代又次右衛門の次男として生まれる。幕末維新期の長崎の英語学校で学んだ。
1882年（明治15年）、東京大学理学部地質学科を卒業。農商務省御用掛となり、1886年（明治19年）からドイツに留学し、古生物学を専攻した。1889年（明治22年）に帰国し、東京帝国大学理科大学教授に任命された。1891年（明治24年）に理学博士の学位を得た。1908年（明治41年）に再び欧米諸国に派遣され、地質学を研究した。
新生代の貝についての研究が多く、多くの学名に「ヨコヤマ」の名が入っている。
長崎市は2022年に又次郎の孫にあたる人物から古写真の寄贈を受け、専門家らに依頼し調査を進めていた。長崎市恐竜博物館（ベネックス恐竜博物館）の開館を知り寄贈したということだった。それらの古写真は幕末から明治時代の中期の撮影と推定され、又次郎の私生活や前半生に係るものと判明した。全30枚のうち18枚が上野彦馬の撮影所で撮影されたものだった。また上野彦馬とは親戚だったことも判明した。長崎市は古写真のレプリカを、2024年10月19日からべネックス恐竜博物館で一般公開した。

## 著書
- 『地球之過去及未来』（冨山房、1897年）
- 『地球と彗星との衝突』（金港堂、1898年）
- 『前世界』（金港堂、1898年）
- 『生物の過去と未来』（金港堂、1902年）
- 『古生物学』（冨山房、1907年）
- 『観天窺地』 （鳳鳴社書店、1914年）
- 『世界に於ける自然の奇観』（広文堂書店、1915年）
- 『世界奇聞 知識の庫』（早稲田大学出版部、1918年）
- 『珍談百一篇』（早稲田大学出版部、1921年）
- 『自然の面影』（早稲田大学出版部、1926年）